# スタートレック:ディープ・スペース・ナインに登場した種族
スタートレック > スタートレックに登場した異星人の一覧 > スタートレック:ディープ・スペース・ナインに登場した種族
スタートレック:ディープ・スペース・ナインに登場した種族（スタートレック:ディープ・スペース・ナインにとうじょうしたしゅぞく）では、『スタートレック:ディープ・スペース・ナイン』に登場した異星人について列挙する。

## 個別項目のある種族
- ベイジョー人
- カーデシア人
- フェレンギ人
- クリンゴン人
- ロミュラン人
- ブリーン人
- トリル人
- 創設者 (スタートレック)
- ボルタ人
- ジェムハダー
- バルカン人

## 個別項目のない種族

### アイコニア人
本編の時代の20万年前に高度な文明と広大な帝国を築いていたが滅亡した種族。そのため言及のみで直接登場はせず、登場回もアイコニア人の遺した遺物をめぐるものが多い。初言及は新スタートレック。Star Trek Onlineでは復活したアイコニア人が敵対陣営として直接登場し詳細が語られた。

### アグラッサ人
犯罪者に対しインプラントを埋め込むことで、数時間で数十年に相当する服役の体験をさせる刑罰を科す種族。その体験は非常にリアルかつ過酷なもので、牢獄に閉じ込められ食事もほとんど与えられない。さらに刑期を終えても相当なトラウマが残ってしまい、その記憶を消し去る為にはそれまでの記憶を全部消さなければならないので実質不可能という厳しい刑罰である。

### エル・オーリア人
初出は新スタートレック。長命な種族で、人との会話が巧みで聞き上手な者が多いことで知られる。時間の流れや空間の予期せぬ変異を察知することが可能な感覚を持つ。母星がボーグによる大規模な攻撃を受けたため全滅に近い被害を受け、銀河中に散らばって生き残っている。代表的なエル・オーリア人はガイナンやソラン、マータス・メイズーア。

### エレージア人
エレージアン(Elaysian)は、重力がほとんどない星に住む。他のヒューマノイドと同じ重力下で生きるには、車椅子が必須だったりと生活に大変な苦労がある為、宇宙に進出するエレージアンは非常に少ない。代表的なエレージアンは宇宙艦隊少尉のメローラ・パズラー。

### カレマ人
フェレンギ人と同じく商売人の種族で、穏やかな性格。フェレンギ人とは違い、基本的に品行方正な取り引きを信条とする。ドミニオン傘下にあり、商売はドミニオンの意向で管理されていると思われる。他の種族にとっては通常カレマ人がドミニオンとの通商の窓口であり、ドミニオン内では比較的地位が高い勢力と思われるが、彼らが連絡できるのも創設者ではなくボルタ人だけである。

### スクリーア人
長年テログラン(T-Rogoran)により支配されていたが、テログランがドミニオンの攻撃を受けた為逃げ出すことに成功し、ベイジョー・ワームホールを通ってアルファ宇宙域に逃れて来た種族。彼らの言語は非常に特殊な文法を持つようで、24世紀の技術でもすぐには翻訳できなかった。完全な女系社会で一妻多夫制、体も女性より男性の方が小さい。農耕民族で、性格は穏やかな種族であると自称している。彼らにはワームホールやベイジョー星のことが記された預言書が伝わっていた為、預言者となんらかの繋がりがあったとも考えられるが、劇中では特に語られていない。ベイジョー星への入植を希望したが断られ、仕方なく連邦が用意した惑星に入植していった。

### センケチ
惑星連邦と敵対関係にある種族。何度か直接的な戦争を経験しておりベンジャミン・シスコはかつてセンケチとの戦争に参加したことがあった。劇中ではクーデターが発生した。
登場人物の会話でのみ登場する種族で外見は不明。
Star Trek Onlineでは勢力の一つとして登場し外見も描かれる。
ファンからは長年まんが宇宙大作戦に登場するクジン人と同一視されていた。

### ドサイ人
男女とも真っ赤な顔が特徴の種族。フェレンギ人と同じく商売人の種族だが非常に短気で、気にいらないと商売相手でも同族でもかまわず殺そうとする危険な種族。

### トスク人
トスク
トスクは遺伝子操作と交配によって創り出された種族である。彼らを創り出した種族は、トスクを獲物として命懸けで狩るゲームを文化とする。トスクは人生を鍛錬に費やし、たった一度の狩りを命懸けで逃げ回り、名誉ある死を遂げることを誇りとし、生きて捕まる事を恥とする。トスクには沈黙の誓いがあり、異星人に自らの素性や目的を話すことはできない。姿やカモフラージュ能力がジェムハダーと酷似しており、何らかの関係があると思われる。
狩人
劇中に名前は出て来ない。トスクを獲物として狩りをするが、彼らはトスクを崇高な存在で勇気の象徴と見なしている。狩りの最中異星人に迷惑を掛けることも顧みないが、攻撃して排除したりすることはない。シールドを消滅させる装置や、フェイザーを吸収する装置を持っており、技術水準は相当高いと思われる。

### ノーシカン人
初出は新スタートレック。ヴォイジャーやエンタープライズにも登場。

### ヒューピリア人
ヒューピリアン、またはフーパイリアン(Hupyrian)は、主人に尽くすことで知られる長身な種族。主人の用心棒から身の回りの世話までこなす。また、主人としか話すことはできない。フェレンギ人のゼクやブラントが連れていた。代表的なヒューピリア人はメイハードゥー。

### メリディア人
他の次元と二重に存在する惑星メリディアンに数千年前に移住してきた種族。別次元では意識だけの不老の精神体に、元いたこちらの次元で実体に戻るという次元移動を惑星ごと繰り返している。シスコ達がこの惑星を訪れた際には、60年間別次元に、12日間こちらの次元にといういびつな周期となっており、生殖は実体の時しかできない為人口も約30人に落ち込み、このままではいずれ両方の次元に存在できなくなるという種族と星の存続の危機を迎えていたが、シスコ達の活躍で周期を等しくする方法を発見することができた。別の種族ではこの次元移動には耐えられない。

### レシア人
(Lethean)テレパシー能力を持つ種族。記憶を読むことができるほか、精神攻撃を行うことができる。精神攻撃は相手を殺すこともできる強力なものである。

### ワディ人
ゲームが大好きな種族。ゲームを楽しむ目的で異種族に接触するようだ。自前でチュラと呼ばれるゲームを持つ。これはプレイヤーの仲間を駒としてゲームの世界に引き込む特殊なものだが、死の危険は無い。

### ライサ人
額中央にマークのあるヒューマノイド。性的に開放的なことで知られる。